# Placosaris steelei
Placosaris steelei là một loài bướm đêm trong họ Crambidae.